# Еркингер I фон Шварценберг
Еркингер I фон Шварценберг (първо Еркингер I фон Зайнсхайм) (на немски: Erkinger I von Schwarzenberg; Erkinger I von Seinsheim; * 1362; † 11 декември 1437, манастир Астхайм) е господар и фрайхер на Зайнсхайм и на Шварценберг.

## Живот
Той е единствен син на Михаел I фон Зайнсхайм († 30 юли 1399) и втората му съпруга Маргарет фон Розенберг († 1399). По други източници майка му е първата съпруга Неса фон Бикенбах, дъщеря на Конрад III фон Бикенбах († 2 юни 1354) и Агнес фон Ербах († сл. 1347). Внук е на Хилдебранд IV фон Зайнсхайм († 1359) и Доротея фон Венкхайм.
На 2 юни 1409 г. Еркингер I дава селото Астхайм на манастира там. Манастирът „Св. Мария“ става гробно място на фамилията.
През 1415 г. император Сигизмунд Люксембургски го прави императорски съветник. Той купува дворец Шварценберг близо до Шайнфелд от господарите фон Вестенберг. Той започва да се нарича „господар фон Шварценберг“.
През 1420 и 1429 г. Еркингер I е фелдхауптман на краля и участва във войната против хусистите. На 10 август 1429 г. става фрайхер на Зайнсхайм и барон на Шварценберг.
Той умира на 11 декември 1437 г. в манастир в Астхайм (днес част от Фолках) и е погребан в Астхайм.

## Фамилия
Еркингер I фон Шварценберг се жени два пъти и има 15 деца.
Първи брак: пр. 1409 г. с Анна фон Бибра († 4 март 1418), дъщеря на Антон фон Бибра († сл. 1418) и Анна (Меца) фон Бикенбах. Те имат шест деца:
- Михаел I фон Зайнсхайм-Шварценберг († 19 март 1469), фрайхер на Зайнсхайм, женен I. за Гертруд (Бетце) фон Кронберг († 29 май 1438), II. за Урсула Франкенгрюнер († ок. 1484)
- Матерн фон Зайнсхайм († 1411)
- Хайнрих фон Зайнсхайм († 1423)
- Херман фон Зайнсхайм († 15 септември 1448), женен за Елиска Коловрат-Либстежнски († 27 септември 1467)
- Мария Маргарета фон Зайнсхайм-Шварценберг († 11 април 1468), омъжена за Конрад IX фон Розенберг († 1458/1463)
- Агнес

Втори брак: на 21 февруари 1422 г. с Барбара фон Абенсберг († 2 ноември 1448), дъщеря на Йобст фон Абенсберг († 1428) и графиня Агнес фон Шаунберг († 1412). Те имат девет деца:
- Еркингер фон Зайнсхайм († 26 септември 1503, Астхеим), свещеник в Шайнфелд
- Фридрих фон Зайнсхайм
- Улрих фон Зайнсхайм († 1456), тевтонски рицар
- Йобст фон Зайнсхайм
- Йохан I фон Шварценберг (* ок. 1428; † 16 май 1460, в битка при Гинген ан дер Бренц), женен на 4 февруари 1453 г. за Кунигунда фон Неленбург († 1477, 30 март 1478)
- Зигмунд фон Шварценберг (* 1430; † 3 юли 1502), женен I. за Маргарет фон Дюрванген († 2 май 1459), II. 1461 г. за Ева фон Ербах (* пр. 1461; † 11 януари 1489)
- Кунигунда фон Шварценберг († 2 септември 1469), омъжена на 21 февруари 1437 г. за граф Матеус Шлик (* сл. 1401; † 16 септември 1487)
- Магдалена фон Шварценберг († сл. 14 ноември 1485), омъжена 1443 г. за Хайнрих IX фон Ройс-Грайц (* ок. 1410; † пр. 28 февруари 1476)
- Анна фон Шварценберг, омъжена за граф Зигфрид фон Папенхайм († пр. 1361/1414)